# Wijnandsrade

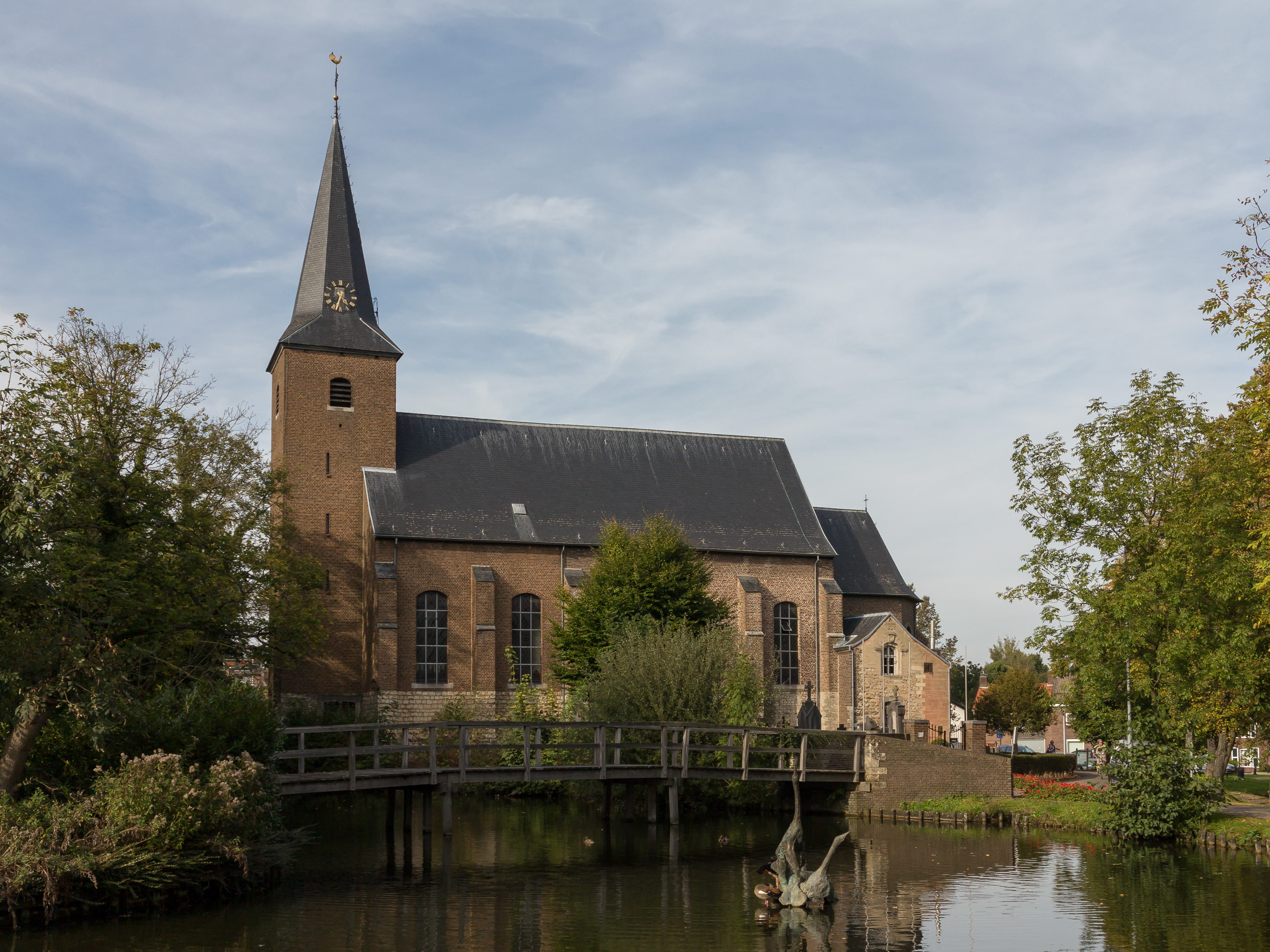
Wijnandsrade, église catholique

Wijnandsrade, en limbourgeois Wienesrao, est un village situé dans la commune néerlandaise de Beekdaelen, dans la province du Limbourg. Le 1er janvier 2005, le village comptait 1 530 habitants.

## Histoire
Wijnandsrade fut 'commune' jusqu'au 1er janvier 1982, date de son rattachement à Nuth.